# Asson (instrument)
Pour les articles homonymes, voir Asson.
L’asson ou açon est un instrument de musique d'Haïti.
L'asson est un instrument de musique en calebasse creuse avec un trou, recouvert d'un filet comportant des petits éléments percutants (perles, coquillages ou graines), de la famille des idiophones. La partie sphérique sert de résonateur tandis que la queue constitue une poignée.
C'est donc une sorte de hochet à percussion externe comme le chekeré. Il suffit de le secouer en rythme pour en jouer.
L'asson est utilisé dans les cérémonies vaudou.